# Charles Urschel
Charles Urschel (7 mars 1890 - 16 septembre 1970) était un homme d'affaires et magnat du pétrole américain enlevé par Machine Gun Kelly avec la complicité d'Albert Bates, dans l'Entre-Deux-Guerres.